# Dennis Janke
Dennis Janke ist ein US-amerikanischer Comiczeichner. Er wurde vor allem für seine Arbeit an den Comicfiguren Superman und Spider-Man bekannt.

## Leben und Arbeit
Janke ist seit den frühen 1980er Jahren als hauptberuflicher Tuschezeichner tätig. In dieser Eigenschaft überarbeitet er vor allem die Bleistiftzeichnungen anderer Künstler.
Janke hat in der Vergangenheit überwiegend für die US-Verlage DC-Comics und Marvel Comics gearbeitet. Dabei tat er sich vor allem durch seine Arbeit an der Serie Spider-Man in den 1980er Jahren und an verschiedenen Superman-Serien, wie Superman, Adventures of Superman, Action Comics, Superman: Man of Tomorrow und vor allem Superman: Man of Steel hervor. Von der zuletzt genannten Serie tuschte Janke nahezu ausnahmslos die ersten 80 Ausgaben. Zudem durfte er an einigen Spezialprojekten wie dem verkaufsträchtigen Comic Superman: The Wedding Album von 1996 mitwirken.
Weitere Arbeiten Jankes umfassen die Serien The Spectre, Batman, Steel, Superboy, Fury of Firestorm, Sword of the Atom, sowie die Miniserien Underworld Unleashed (1995) und Legends (1987). Zeichner, deren Arbeiten Janke in der Vergangenheit besonders häufig getuscht hat, waren Tom Mandrake, Jerry Ordway, John Byrne und vor allem der langjährige Man-of-Steel-Zeichner Jon Bogdanove. Daneben hat er aber auch Arbeiten von Künstlern wie Howard Porter, Ron Lim, Dan Jurgens, Tom Grummett und Paul Ryan getuscht. Die Autorin, mit der Janke am meisten zusammengearbeitet hat, ist Louise Simonson.
| Personendaten    | Personendaten                   |
| ---------------- | ------------------------------- |
| NAME             | Janke, Dennis                   |
| KURZBESCHREIBUNG | US-amerikanischer Comiczeichner |
| GEBURTSDATUM     | 20. Jahrhundert                 |